# Adolf-Grimme-Preis 1989
Der 25. Adolf-Grimme-Preis wurde 1989 verliehen. Die Preisverleihung fand am 17. März 1989 im Theater Marl statt. Die Moderation übernahm dabei Hanns Joachim Friedrichs.
Im Rahmen der Veranstaltung wurden neben dem Adolf-Grimme-Preis noch weitere Preise, unter anderem auch der „Publikumspreis der Marler Gruppe“, vergeben.

## Preisträger

### Adolf-Grimme-Preis mit Gold
- Hilde Lermann (für Buch und Regie zu Das Winterhaus, RB)
- Hajo Gies (Regie), Götz George (Darsteller) und Eberhard Feik (Darsteller) (für die Sendung Tatort: Moltke WDR)
- Birgit Kienzle (für Buch und Regie zu Opfer-Täter – Täter-Opfer: Frauen gegen die Mafia, SWF)

### Adolf-Grimme-Preis mit Silber
- Michael Rüsenberg und Joachim Rüsenberg (für Buch und Regie zu Schöne Poesie ist Krampf: Essener Songtage, WDR)
- Jan Schütte (für die Sendung Drachenfutter, ZDF)
- Franz Xaver Bogner (Buch und Regie) und Ruth Drexel (Darstellerin) (für die Sendereihe Zur Freiheit, BR)
- Stefan Aust (für die Redaktion bei Spiegel TV vom 9. Oktober 1988, dctp)
- Gerd Berger (Produktion) und Désirée Bethge (Moderation) (für die Sendereihe ZAK, WDR)
- Gert Monheim (für Buch und Regie zu Gesucht wird... Gift am Arbeitsplatz, WDR)
- Jo Baier (Buch und Regie) und Günther Weckwarth (Kamera) (für die Sendung Schiefweg, BR)
- Gert Steinheimer (für die Sendereihe Atlantis darf nicht untergehen, SWF)

### Adolf-Grimme-Preis mit Bronze
- Felix Kuballa (Buch und Regie) (für Buch und Regie zu Gesucht wird... Eine Absturzsache, WDR)
- Klaus Wennemann (Darsteller) und Georg Feil (Buch) (für die Sendereihe Der Fahnder Folgen 29–38, WDR/WWF)
- Andreas Lukoschik (Moderator) und Stephan Reichenberger (Redakteur) (für die Sendereihe Leo`s, BR)
- Gerhard Honal (Redakteur) und Richard Rogler (Autor) (für die Sendereihe Mitternachtsspitzen, WDR)
- Michael Steinbrecher (für die Sendung Doppelpunkt: Mein Sohn ist schwul, ZDF)

### Besondere Ehrung
- Bert Donnepp (für die Initiierung des Adolf-Grimme-Preises und des Adolf-Grimme-Instituts)
- Günter Rohrbach (für die Produktion außerordentlicher Fernsehspiele)

### Sonderpreis des Kultusministers von Nordrhein-Westfalen
- Hartmut Bitomsky (für Buch und Regie zu Das Kino und der Tod, WDR)

### Publikumspreis der Marler Gruppe
- Egon Monk (für die Regie bei Die Bertinis, ZDF)
- Volker Panzer (Buch und Regie) und Werner Czarnojon (Kamera) (für die Sendung Terra X: Sahara – ein verlorenes Paradies, ZDF)
- Wolf Hanke (für die Sendung Madrid, Madrid, Madrid, HR)
- Volka Hertel und Hans-Carl Schultze (für die Sendung Gesucht wird... sauberes Trinkwasser, WDR)

## Sonstiges
Anlässlich des 25. Jubiläums produzierte Heinrich Breloer den Dokumentarfilm Jährliche Ermahnung, welcher die Geschichte des Preises und des deutschen Fernsehens bis zu diesem Zeitpunkt reflektierte.